# Bagnols (Puy-de-Dôme)
Pour les articles homonymes, voir Bagnols.
Bagnols est une commune française située dans le département du Puy-de-Dôme, en région Auvergne-Rhône-Alpes.

## Géographie
La commune est arrosée par deux affluents de la Dordogne, la Burande et la Tialle, ainsi que par la Panouille, affluent de la Tialle.

### Communes limitrophes
Bagnols est limitrophe de sept autres communes du Puy-de-Dôme.
| Larodde               | Tauves  | La Tour-d'Auvergne |
| Trémouille-Saint-Loup | Bagnols | Chastreix          |
|                       | Cros    | Saint-Donat        |

### Climat
Pour des articles plus généraux, voir Climat d'Auvergne-Rhône-Alpes et Climat du Puy-de-Dôme.
En 2010, le climat de la commune est de type climat de montagne, selon une étude du Centre national de la recherche scientifique s'appuyant sur une série de données couvrant la période 1971-2000. En 2020, Météo-France publie une typologie des climats de la France métropolitaine dans laquelle la commune est exposée à un climat de montagne ou de marges de montagne et est dans la région climatique  Ouest et nord-ouest du Massif Central, caractérisée par une pluviométrie annuelle de 900 à 1 500 mm, maximale en automne et en hiver. 
Pour la période 1971-2000, la température annuelle moyenne est de 8,5 °C, avec une amplitude thermique annuelle de 15,3 °C. Le cumul annuel moyen de précipitations est de 1 225 mm, avec 12,9 jours de précipitations en janvier et 8,9 jours en juillet. Pour la période 1991-2020, la température moyenne annuelle observée sur la station météorologique de Météo-France la plus proche, « Tauves », sur la commune de Tauves à 7 km à vol d'oiseau, est de 9,5 °C et le cumul annuel moyen de précipitations est de 1 315,5 mm,. Pour l'avenir, les paramètres climatiques de la commune estimés pour 2050 selon différents scénarios d'émission de gaz à effet de serre sont consultables sur un site dédié publié par Météo-France en novembre 2022.

## Urbanisme

### Typologie
Au 1er janvier 2024, Bagnols est catégorisée commune rurale à habitat très dispersé, selon la nouvelle grille communale de densité à sept niveaux définie par l'Insee en 2022.
Elle est située hors unité urbaine et hors attraction des villes,.

### Occupation des sols
L'occupation des sols de la commune, telle qu'elle ressort de la base de données européenne d’occupation biophysique des sols Corine Land Cover (CLC), est marquée par l'importance des territoires agricoles (74,6 % en 2018), en augmentation par rapport à 1990 (73,3 %). La répartition détaillée en 2018 est la suivante : prairies (65,7 %), forêts (21,7 %), zones agricoles hétérogènes (9 %), milieux à végétation arbustive et/ou herbacée (3,1 %), zones urbanisées (0,6 %). L'évolution de l’occupation des sols de la commune et de ses infrastructures peut être observée sur les différentes représentations cartographiques du territoire : la carte de Cassini (XVIIIe siècle), la carte d'état-major (1820-1866) et les cartes ou photos aériennes de l'IGN pour la période actuelle (1950 à aujourd'hui).

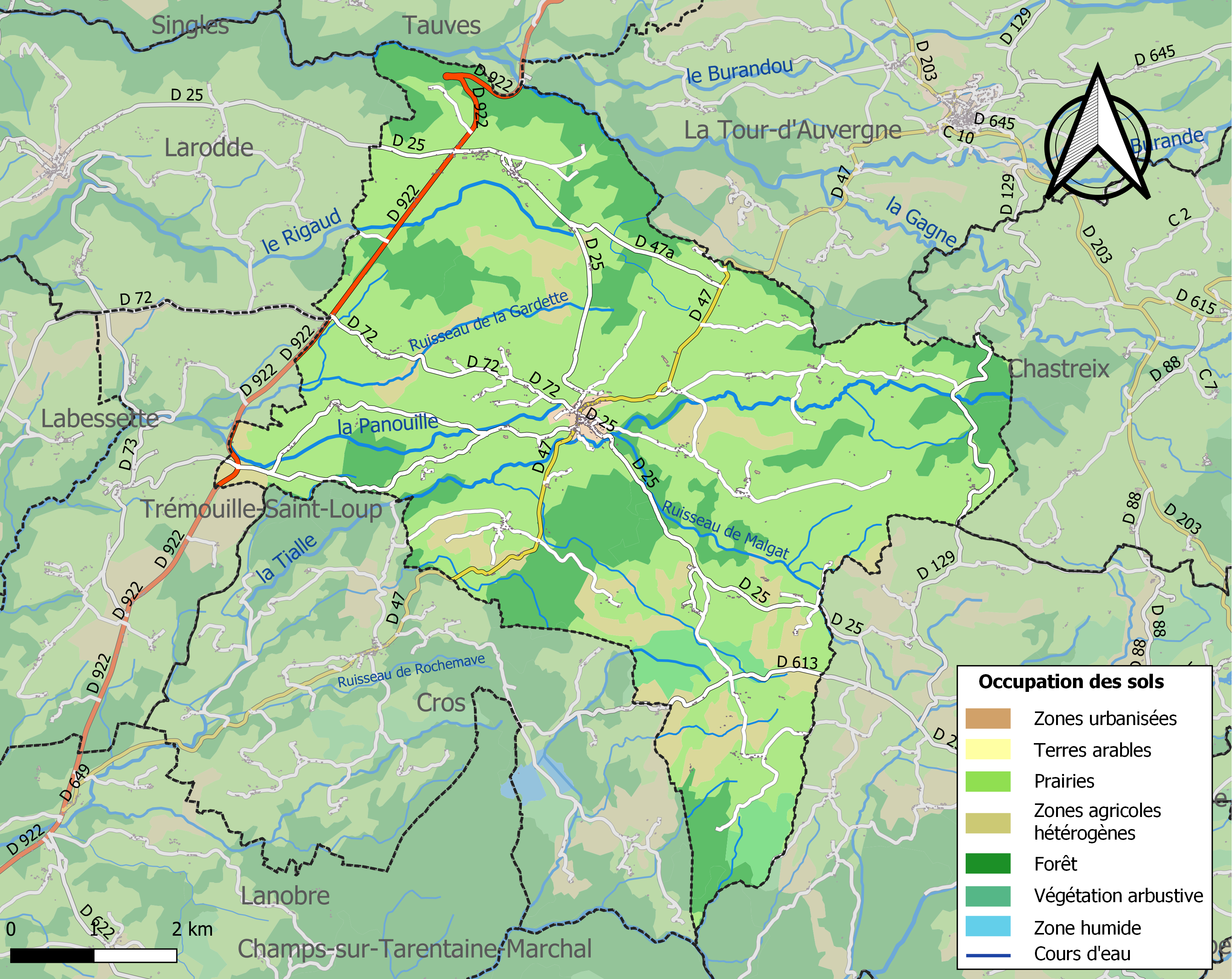
Carte des infrastructures et de l'occupation des sols de la commune en 2018 (CLC).

## Politique et administration

### Découpage territorial
La commune de Bagnols est membre de la communauté de communes Dômes Sancy Artense, un établissement public de coopération intercommunale (EPCI) à fiscalité propre créé le 1er janvier 2017 dont le siège est à Rochefort-Montagne. Ce dernier est par ailleurs membre d'autres groupements intercommunaux.
Sur le plan administratif, elle est rattachée à l'arrondissement d'Issoire, à la circonscription administrative de l'État du Puy-de-Dôme et à la région Auvergne-Rhône-Alpes. Jusqu'en mars 2015, la commune faisait partie du canton de La Tour-d'Auvergne.
Sur le plan électoral, elle dépend du canton du Sancy pour l'élection des conseillers départementaux, depuis le redécoupage cantonal de 2014 entré en vigueur en 2015, et de la troisième circonscription du Puy-de-Dôme pour les élections législatives, depuis le dernier découpage électoral de 2010.

### Élections municipales et communautaires

#### Élections de 2020
Le conseil municipal de Bagnols, commune de moins de 1 000 habitants, est élu au scrutin majoritaire plurinominal à deux tours avec candidatures isolées ou groupées et possibilité de panachage. Compte tenu de la population communale, le nombre de sièges à pourvoir lors des élections municipales de 2020 est de 15. Sur les quinze candidats en lice, treize sont élus dès le premier tour, le 15 mars 2020, avec un taux de participation de 83,25 %. Les deux conseillers restant à élire sont élus au second tour, qui se tient le 28 juin 2020 du fait de la pandémie de Covid-19, avec un taux de participation de 74,33 %.

#### Chronologie des maires
Les dates indiquées avant 2001 ne sont pas celles de mandats mais de périodes durant lesquelles ils ont été maires. Il est possible que l'année précédant ou suivant le poste était toujours occupée par le même. 
| Période                                  | Période                   | Identité             | Étiquette | Qualité                            |
| ---------------------------------------- | ------------------------- | -------------------- | --------- | ---------------------------------- |
| Les données manquantes sont à compléter. |                           |                      |           |                                    |
| An XI                                    | 1813                      | Michel Bernard       |           |                                    |
| 1813                                     | 1816                      | Jacques Casson       |           |                                    |
| 1816                                     | 1820                      | Jacques Vaissière    |           |                                    |
| 1820                                     | 1840                      | Jacques Casson       |           |                                    |
| 1841                                     | 1870                      | Léger Madeuf         |           |                                    |
| 1870                                     | 1873                      | Jean Chanet          |           |                                    |
| 1873                                     | 1875                      | Jean Guittard        |           |                                    |
| 1876                                     | 1878                      | Guillaume Mechin     |           |                                    |
| 1878                                     | 1896                      | Jacques Colin Picard |           |                                    |
| 1896                                     | 1898                      | Joseph Julliard      |           |                                    |
| 1898                                     | 1899                      | Léger Sautarel       |           |                                    |
| 1899                                     | 1902                      | Jean Godonneche      |           |                                    |
| 1902                                     | 1934                      | Henri Godonneche     |           | Médecin                            |
| 1940                                     | 1946                      | Saint Royre          |           |                                    |
| 1946                                     | 1953                      | Isidore Roux         |           |                                    |
| 1953                                     | 1965                      | Grouffaud            | DVD       | Agriculteur                        |
| 1965                                     | 1971                      | Gabriel Gouttebessy  | DVG       | Libraire                           |
| mars 1971                                | 2014                      | Gérard Marion        | DVG       | Retraité                           |
| mars 2014                                | 2016 (démission)          | Jean-Louis Goigoux   |           | Agriculteur retraité               |
| décembre 2016                            | juillet 2020              | Éric Mathieu         |           |                                    |
| juillet 2020                             | En cours (au 3 août 2020) | Alexandre Verdier    | LR        | Étudiant en master de droit public |

## Population et société

### Démographie
L'évolution du nombre d'habitants est connue à travers les recensements de la population effectués dans la commune depuis 1793. Pour les communes de moins de 10 000 habitants, une enquête de recensement portant sur toute la population est réalisée tous les cinq ans, les populations de référence des années intermédiaires étant quant à elles estimées par interpolation ou extrapolation. Pour la commune, le premier recensement exhaustif entrant dans le cadre du nouveau dispositif a été réalisé en 2005.

En 2022, la commune comptait 402 habitants, en évolution de −8,64 % par rapport à 2016 (Puy-de-Dôme : +2,1 %, France hors Mayotte : +2,11 %).
| 1793  | 1800  | 1806  | 1821 | 1831  | 1836  | 1841  | 1846  | 1851  |
| ----- | ----- | ----- | ---- | ----- | ----- | ----- | ----- | ----- |
| 1 389 | 1 833 | 1 441 | 755  | 1 898 | 2 226 | 1 857 | 2 144 | 2 040 |

| 1856  | 1861  | 1866  | 1872  | 1876  | 1881  | 1886  | 1891  | 1896  |
| ----- | ----- | ----- | ----- | ----- | ----- | ----- | ----- | ----- |
| 1 967 | 1 883 | 2 038 | 1 830 | 2 044 | 2 184 | 2 064 | 2 054 | 1 906 |

| 1901  | 1906  | 1911  | 1921  | 1926  | 1931  | 1936  | 1946  | 1954  |
| ----- | ----- | ----- | ----- | ----- | ----- | ----- | ----- | ----- |
| 1 923 | 1 846 | 1 792 | 1 598 | 1 557 | 1 467 | 1 388 | 1 239 | 1 170 |

| 1962  | 1968  | 1975 | 1982 | 1990 | 1999 | 2005 | 2006 | 2010 |
| ----- | ----- | ---- | ---- | ---- | ---- | ---- | ---- | ---- |
| 1 055 | 1 038 | 905  | 891  | 712  | 532  | 503  | 505  | 493  |

| 2015 | 2020 | 2022 | - | - | - | - | - | - |
| ---- | ---- | ---- | - | - | - | - | - | - |
| 440  | 405  | 402  | - | - | - | - | - | - |

## Culture locale et patrimoine

### Lieux et monuments

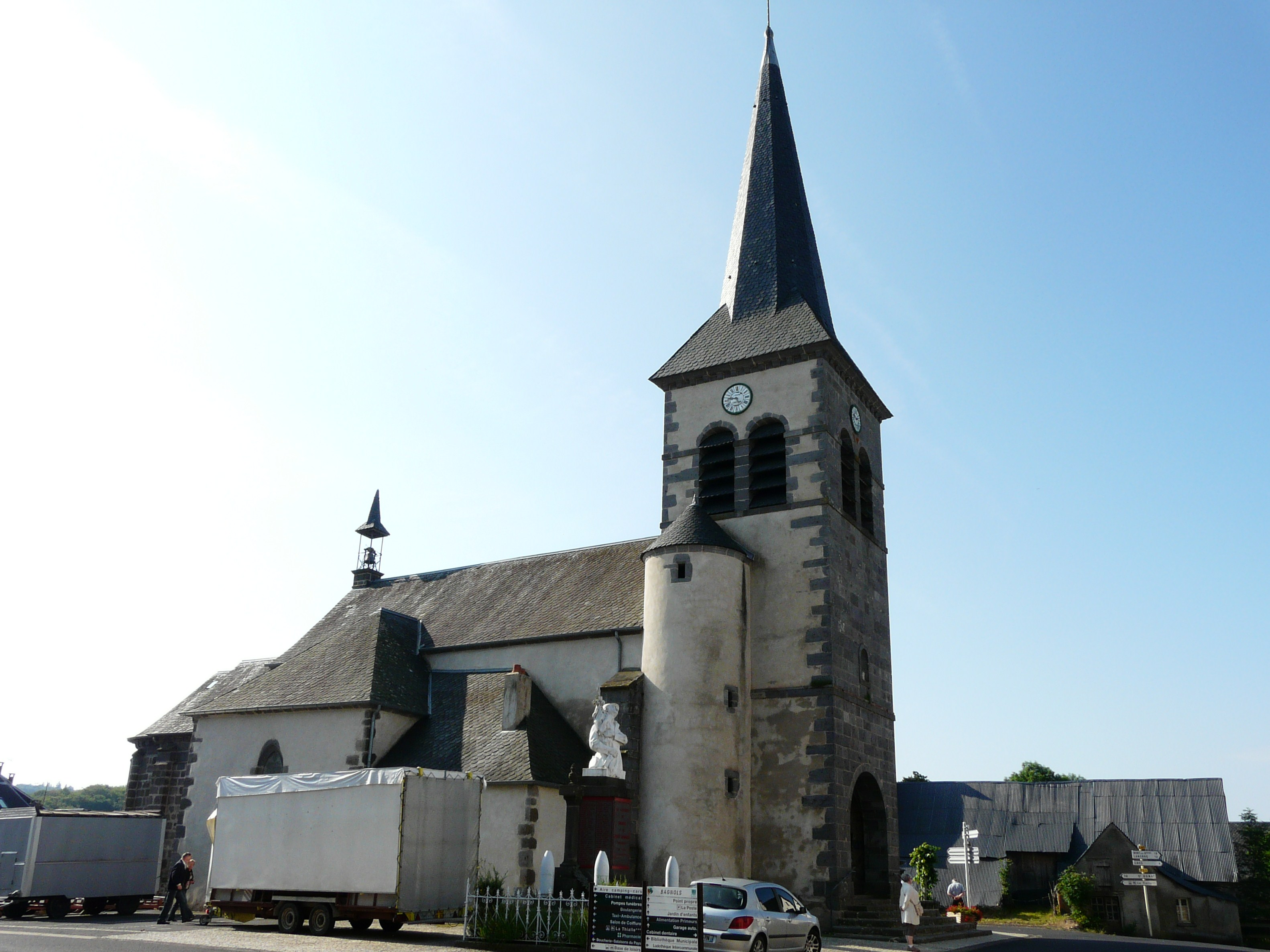
L'église Saint-Pierre.

- L'église Saint-Pierre est inscrite au titre des monuments historiques depuis 1992 pour son chœur roman du XIIe siècle[26].
- La fontaine de Cornillat est située entre le bourg et le lieu-dit chez Maurissoux, sur la route départementale 72.

### Héraldique
| Blason de Bagnols | Blason  | De gueules à la tour d'argent, au chef d'or chargé d'une clé du champ posée en fasce. |
| Blason de Bagnols | Détails | Le statut officiel du blason reste à déterminer.                                      |